# Staurochilus fasciatus
Staurochilus fasciatus là một loài thực vật có hoa trong họ Lan. Loài này được (Rchb.f.) Ridl. miêu tả khoa học đầu tiên năm 1896.

## Hình ảnh

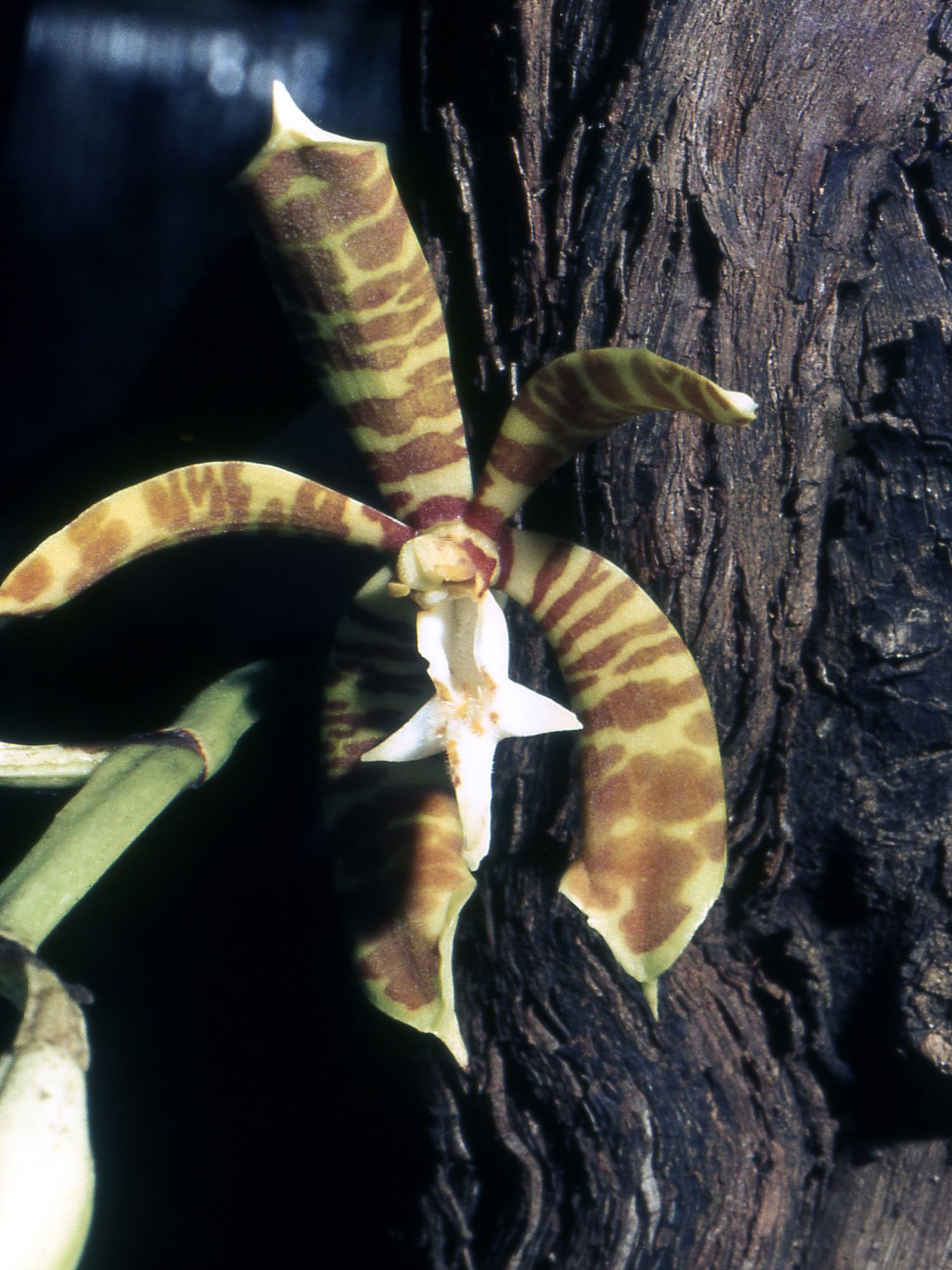
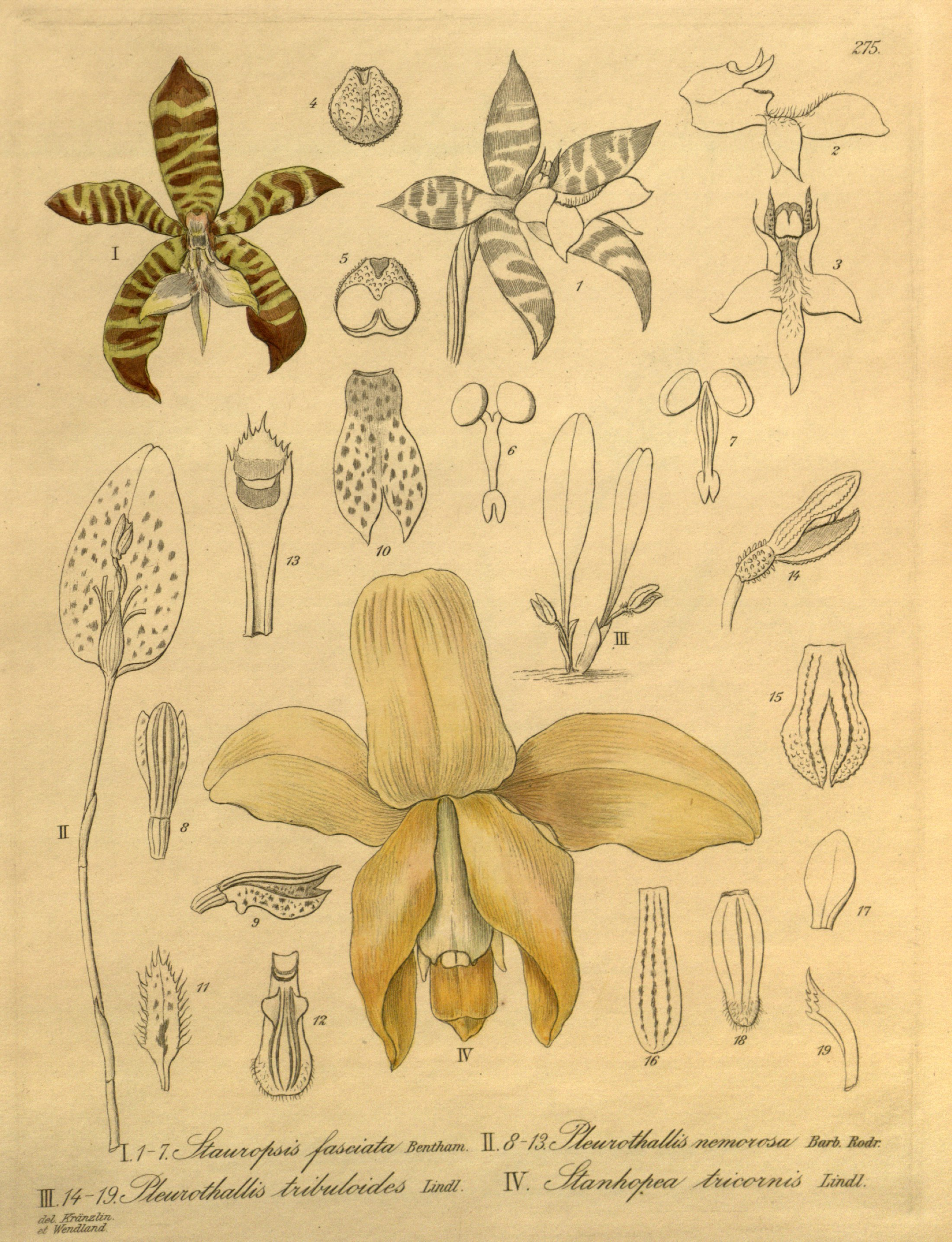